# Bremstengelvouwmot
De bremstengelvouwmot (Phyllonorycter scopariella) is een vlinder uit de familie mineermotten (Gracillariidae). De wetenschappelijke naam is voor het eerst geldig gepubliceerd in 1846 door Zeller.
De soort komt voor in Europa.